# Airblanca
Airblanca (estilizado como AIRBLANCA) é uma banda japonesa. O nome da banda vem de um bar em Daikanyama, Shibuya, que os integrantes costumavam frequentar.

## História
A banda LAZY havia encerrado suas atividades em 1981 e, quase dez anos depois, três de seus integrantes (Hironobu Kageyama, Shunji Inoue e Hiroyuki Tanaka) se reuniram para este novo projeto, se juntando a Youichi Matsuo, Yasuhiko Iwata e Kenichi Sudo.
Sudo já era parceiro de longa data de Kageyama, tendo composto três músicas para seu segundo álbum solo, First at Last, além de ter sido o responsável pelo arranjo de várias das faixas. Sudo trabalhou com Kageyama em seus álbuns Born Again; I'm in You; Cold Rain; e Rock Japan.
Além disso, com Kageyama, Sudo fundou a banda TRY FORCE, que se concentra em composição de músicas para vários artistas, e com quem fez a trilha sonora para o anime Heat Guy J, inclusive o tema de abertura, "Face"; e a banda BROADWAY, com quem compôs várias músicas para Os Cavaleiros do Zodíaco, a maioria inclusa no álbum Saint Seiya Hit Kyokushuu III BOYS BE ~Kimi ni Ageru Tame ni~. Sudo, aliás, compôs "Blue Dream", segundo encerramento do anime.
Em 1990, AIRBLANCA estreou cantando três músicas para a trilha sonora de Ai to Ken no Camelot ("HOWLLING", "Oretachi no Yakusoku (Nocturne)" e "Kimi ni"). O álbum chegou à 40ª posição no Oricon Albums Chart.
Em 1991, lançaram um álbum autointitulado, com nove faixas, onde foram responsáveis pelas composições de todas as músicas. Sobre tal álbum, o CD Journal disse que o som é "como um adulto urbano com ombros relaxados."
Em 1992, lançaram um álbum colaborativo com Hitomi Fujimoto chamado My Love's Program, onde ela escreveu todas as letras e a banda ficou encarregada das composições e arranjos, além de tocar e cantar as canções.
Após o lançamento deste álbum, o AIRBLANCA não lançou mais nada. Entretanto, até hoje o site oficial de Hironobu Kageyama tem o nome desta banda. Aliás, Kageyama fundou seu próprio estúdio de gravação e o chamou, também, de Airblanca Studios.
Em 1993, foi lançado o álbum Original Image Soundtrack Möbius Klein I, contendo músicas do anime Silent Möbius. Alguns membros da banda participaram da composição de várias músicas e, embora não estejam creditados com o nome da banda, ela está na lista de agradecimentos do álbum.
Mesmo com a banda tendo chegado a um fim, os membros colaboram entre si em vários projetos. Em 1992, Inoue compôs a melodia do single "Ready to Love", de Kageyama, música composta para o personagem Roy, do anime Silent Möbius; Matsuo compôs "Night of Mystery", para o mesmo anime; e Sudo participou de inúmeras canções da carreira solo de Kageyama e de sua nova banda, o JAM Project.
Inoue e Tanaka também haviam trabalhado juntos na banda NEVERLAND, que fez certo sucesso em trilhas sonoras.
Em 1999, Inoue fundou a gravadora Lantis, especializada em música de anime, jogos de vídeo game e séries de tokusatsu. Em seu trabalho como homem de negócios, Inoue foi CEO da Lantis, presidente da junta da Highway Star, diretor representativo da Earkth e vice presidente da Bandai Namco Arts.
Em 2000, Kageyama, Tanaka e Sudo compuseram uma música chamada "AIRBLANCA", inclusa no álbum de Kageyama, I'm in You.
Infelizmente, Tanaka faleceu em 2006.

## Discografia
| Título            | Detalhes                                                                                         | Fontes |
| ----------------- | ------------------------------------------------------------------------------------------------ | ------ |
| AIRBLANCA         | - Lançado: 14 de abril de 1991 - Gravadora: Birthday Records - Formatos: CD - Catálogo: 28BD-005 | [ 15 ] |
| My Love's Program | - Lançado: 22 de abril de 1992 - Gravadora: EASTWORLD - Formatos: CD - Catálogo: TOCT-6472       | [ 32 ] |

## Integrantes
Vocal: Hironobu Kageyama
Guitarra: Youichi Matsuo
Baixo: Hiroyuki Tanaka
Teclado: Kenichi Sudoh e Shunji Inoue
Bateria: Yasuhiko Iwata